# Thirkleby High and Low with Osgodby
Thirkleby High and Low with Osgodby – civil parish w Anglii, w North Yorkshire, w dystrykcie (unitary authority) North Yorkshire. W 2011 civil parish liczyła 266 mieszkańców.